# Río Verde (vattendrag i Spanien, Andalusien, Provincia de Granada, lat 36,73, long -3,68)
Río Verde är ett vattendrag i Spanien.   Det ligger i provinsen Provincia de Granada och regionen Andalusien, i den södra delen av landet, 400 km söder om huvudstaden Madrid.